# Jean-Baptiste Fray-Fournier
 (juin 2017).
Si vous disposez d'ouvrages ou d'articles de référence ou si vous connaissez des sites web de qualité traitant du thème abordé ici, merci de compléter l'article en donnant les références utiles à sa vérifiabilité et en les liant à la section « Notes et références ».
Pour les articles homonymes, voir Fray (homonymie) et Fournier.
Jean-Baptiste Fray-Fournier (né le 2 janvier 1764 à Limoges et mort le 31 décembre 1835,) était un ancien chirurgien-major de la compagnie des chevau-légers de la garde de Versailles en 1785. Étant un fidèle de Napoléon Ier et devenu commissaire ordonnateur des guerres de la Révolution et de l’Empire, de 1792 à 1816, car estropié d’une main, il le suit sur les champs de bataille. Il y devient botaniste amateur. Selon ses commentaires sur les différentes planches, on remarque bien sa formation médicale initiale. En effet, il a réalisé un herbier, actuellement conservé par le Service commun de la documentation de l'Université de Limoges.
De l’Espagne à la Pologne en passant par la Russie, il récolta, sur fond de guerre, différentes plantes. Cet herbier a donc également un intérêt historique, suivant l’histoire militaire de Napoléon car dans chaque endroit où il l’a suivi, il en a collecté de nouvelles plantes qu’il a classées selon la méthode de classement de Linné. Cet herbier représente également un intérêt scientifique car cette ancienne méthode de classification n’est plus utilisée de nos jours. La collection propose donc deux grands intérêts :
- Elle permet de suivre, à travers les récoltes de ce militaire botaniste, les différentes étapes de l’histoire révolutionnaire de la France mais aussi et surtout une partie de l’épopée napoléonienne en Europe de l’Est.
- Elle est aussi et surtout un précieux témoin de l’une des phases de l’histoire de la botanique et de la pensée scientifique de cette époque.

Il a également entretenu des échanges avec le jardin botanique de Berlin et avec un autre botaniste nommé Picot de La Pérouse. Il est possible qu’il ait échangé avec eux différentes plantes.

## Composition de l'herbier
Cet herbier récolté sur les champs de bataille de Napoléon par Jean-Baptiste Fray-Fournier, est constitué de différentes planches individuelles, toutes indépendantes les unes des autres. C’est une œuvre manuscrite dans laquelle chaque planche comporte une étiquette, également manuscrite, qui indique généralement le nom, la date et l’endroit où ont été récoltées les plantes, même si ce dernier élément apparaît peu. Certaines ont même quelques commentaires supplémentaires. La présentation n’est pas la même selon l’endroit où ont été cueillies les plantes. Par conséquent, on peut remarquer que celles collectées sur les champs de bataille sont constituées de plusieurs morceaux de papier.
Les planches et le papier utilisé sont différents selon les dates, ce qui propose donc un autre aspect intéressant à étudier. Le papier est de très bonne qualité et révèle par transparence des filigranes, précieux témoins de l’histoire de la Révolution et de l’empire. Chaque planche, comportant une plante, est entourée d’un double filet à l’encre ferro-gallique.
Les planches ont un format de 48 x 36 cm réparties en 25 liasses constituées de sous-dossiers, certains étant classés par espèces. Il est seulement composé de papier et de végétaux, aujourd'hui encore de bonne qualité.
L’herbier est également composé d’un document « catalogue de mon herbier selon la méthode de Linné », toujours manuscrit, qui énumère toutes les espèces récoltées. Il y a aussi quelques commentaires sur d’autres publications botaniques de l’époque ou des commentaires personnels. L’écriture n’est cependant pas toujours simple à relire.

## Conservation
Il y a une dizaine d’années, un fonds d’archives a été donné aux archives départementales de la Haute-Vienne. Les informations au sujet de l’herbier, de sa construction et de son auteur étant peu nombreuses, ce fonds d’archives permettrait de comprendre comment l’herbier est parvenu au Service Commun de la Documentation. Aujourd'hui, il appartient à la collection patrimoniale du SCD et est conservé dans des cartons à dessin, dans un local spécialisé où l’hygrométrie et la température stables sont maintenues grâce à un système de gestion de l’atmosphère.
L’herbier est dans un bon état de conservation mais certaines planches sont un peu endommagées à cause de l’encre utilisée, d'autres sont fendues ou pliées et sur certaines on peut voir de petits trous causés par des insectes. Il est actuellement conservé au laboratoire de botanique et de cryptogamie de la Faculté de Pharmacie[Laquelle ?].

## Intégration à différents programmes
Le personnel du SCD s’est employé à inventorier, sauvegarder et mettre en valeur cette importante collection patrimoniale, conservée dans ses locaux, et présentant un intérêt historique. La valorisation de cet herbier a d’abord eu lieu grâce à son intégration dans une base de données, nommée SONNERAT, du Muséum national d'histoire naturelle et accessible sur Internet. Il est également visible sur Flikr. Cette mise en ligne a nécessité un travail d’inventaire de contrôle et de complétion de chaque planche et étiquette par des botanistes et en mettant des codes-barres et en estampillant chaque planche.
Sa numérisation est un autre aspect important pour sa valorisation. Elle a d’abord été réalisée par la prise de photographies de l’ensemble des planches et de certains détails, ce qui a permis une première consultation en ligne. Actuellement, le projet d'une nouvelle numérisation avec une meilleure définition et avec un matériel plus adéquat est à l'étude mais sans aucune certitude de réalisation ni de délai.
L’utilité d’un herbier ne peut être comprise que par un certain effort de pédagogie pour le grand public notamment grâce à des expositions, comme il y en a déjà eu lieu à la Bibliothèque francophone multimédia de Limoges à la fin de l’année 2007, s’intitulant "de fleurs et de sang, l’herbier de Fray-Fournier". Cette exposition s'est également déplacée à la médiathèque de Brive-la-Gaillarde.
L’association Tela Botanica a lancé une plateforme pour rendre accessibles toutes les collections d’herbiers de France permettant ainsi de les localiser et ainsi de mieux connaitre les herbiers de notre territoire et par conséquent de créer un réseau qui permettrait de mieux renseigner les utilisateurs autant chercheurs que grand public. Permettre un recensement de toutes ces informations, c’est faire connaitre leur ampleur et montrer que leurs intérêts sont multiples. En développant l’interface entre histoire, botanique et patrimoine, elle a pour but de  :
- Mettre en valeur ce patrimoine[6] ;
- Ouvrir la possibilité à des travaux de recherches ;
- Présenter des expositions, des formations, des conférences.

Ce projet a été réalisé avec l’aide du programme eRecolnat.